# 緑町 (八潮市)
緑町（みどりちょう）は、埼玉県八潮市にある町名。現行行政地名は緑町一丁目から五丁目。郵便番号は340-0808。

## 地理
埼玉県の東部地域で、八潮市の概ね中央部からやや北に位置する。地区の東部を八条用水が、中央部を葛西用水路（東京葛西用水）が南北に流れる。
東側で大字鶴ケ曽根や大字小作田や大字松之木、南側で中央、西側で大字上馬場や大字柳之宮や大字南後谷、北側で草加市稲荷や大字伊草と隣接する。八潮越谷線の沿道を除いた全域が第一種中高層住居専用地域に指定された市街化区域で、戸建ての住宅地である。
なお、緑町五丁目に三方を囲まれる形で八潮伊草団地の敷地（所在地は大字伊草）や大字小作田の飛地がある。

### 地価
住宅地の地価は、2023年（令和5年）の公示地価によれば、緑町5丁目33番2の地点で11万7000円/m2となっている。

## 歴史
緑町の場所はかつては大字松之木や小作田に当たる場所で、その西部ではそれらの飛地を有して境界線が複雑に錯綜していた地であった。また、土地区画整理事業に伴い1979年（昭和54年）4月1日に草加市との境界変更を実施する前は、現在の五丁目の一部で同市の稲荷町字下根通（現稲荷）を含む場所でもあった。

### 沿革
- 1970年（昭和45年）8月18日 - 稲荷伊草土地区画整理事業の都市計画決定[4][9]。
- 1978年（昭和53年）2月 - 稲荷伊草第一土地区画整理事業（ 稲荷伊草土地区画整理事業・稲荷伊草第一地区）が事業認可される。
- 1998年（平成10年）11月21日 - 稲荷伊草第一土地区画整理事業の完成に伴い換地処分を実施、大字鶴ケ曽根、大字小作田、大字松之木、大字伊草、大字上馬場、大字柳之宮、大字南後谷の各一部より緑町一丁目〜五丁目が成立[10]。
- 2016年（平成28年）5月1日 - 地内の八潮中央総合病院が、施設の老朽化に伴ない現在地（大字南川崎）に移転する[11]。

## 世帯数と人口
2023年（令和5年）2月1日現在の世帯数と人口は以下の通りである。
| 町目   | 世帯数    | 人口    |
| ------ | --------- | ------- |
| 一丁目 | 934世帯   | 1,820人 |
| 二丁目 | 1,167世帯 | 2,440人 |
| 三丁目 | 641世帯   | 1,397人 |
| 四丁目 | 498世帯   | 1,011人 |
| 五丁目 | 773世帯   | 1,580人 |
| 合計   | 4,013世帯 | 8,248人 |

## 小・中学校の学区
市立小・中学校に通う場合、学区は以下の通りとなる。
| 丁目   | 番地                                                                                                 | 小学校               | 中学校             |
| ------ | --- | -------------------- | ------------------ |
| 一丁目 | 1〜4-7、4-10〜5-17、5-19〜8、9-2〜9-3、9-5〜9-16、9-20〜9-22、10～41                                 | 八潮市立松之木小学校 | 八潮市立八潮中学校 |
| 一丁目 | 4-8〜4-9、5-18、9-1、9-4、9-17                                                                       | 八潮市立八條小学校   | 八潮市立八潮中学校 |
| 二丁目 | 1〜19、25〜29                                                                                        | 八潮市立松之木小学校 | 八潮市立八潮中学校 |
| 二丁目 | 21〜24                                                                                               | 八潮市立八幡小学校   | 八潮市立八潮中学校 |
| 二丁目 | 20                                                                                                   | 八潮市立八幡小学校   | 八潮市立八幡中学校 |
| 三丁目 | 1〜7-22、7-25〜8-1、8-4〜8-5、8-8〜27                                                                | 八潮市立松之木小学校 | 八潮市立八潮中学校 |
| 三丁目 | 7-23〜7-24、8-2〜8-3、8-6〜8-7                                                                       | 八潮市立松之木小学校 | 八潮市立八條中学校 |
| 四丁目 | 1〜10、13〜18                                                                                        | 八潮市立松之木小学校 | 八潮市立大原中学校 |
| 四丁目 | 11〜12                                                                                               | 八潮市立柳之宮小学校 | 八潮市立大原中学校 |
| 四丁目 | 19〜30                                                                                               | 八潮市立八幡小学校   | 八潮市立大原中学校 |
| 五丁目 | 1-1〜1-8、1-10〜1-17、1-22〜2、4-1〜4-2、4-4、4-6、4-8〜5-11、5-14、 5-17〜6、20-3〜20-10、20-14     | 八潮市立松之木小学校 | 八潮市立八條中学校 |
| 五丁目 | 1-9、1-18〜1-21、3、4-3、4-5、4-7、5-12〜5-13、5-15〜5-16、17-20-2、 20-11〜20-13、20-15〜26、31〜36 | 八潮市立松之木小学校 | 八潮市立八幡中学校 |
| 五丁目 | 7〜16、27〜30                                                                                        | 八潮市立柳之宮小学校 | 八潮市立八幡中学校 |

## 交通
地内に鉄道は敷設されていない。最寄り駅は東武伊勢崎線（東武スカイツリーライン）草加駅であるが、緑町5丁目33番2の地点よりおよそ2.5 km離れている。

### 道路
- 埼玉県道・東京都道102号平方東京線
- 埼玉県道115号越谷八潮線（産業道路）
- 都市計画道路柳之宮木曽根線[4]
- 青葉通り
- 松之木どんぐり遊歩道 - 葛西用水路沿い（松之木小学校西側）の遊歩道

## 施設
かつては一丁目41-3に八潮中央総合病院が所在した。現在は、市内の南川崎に移転している。
一丁目
- 中井掘児童公園
- 小作田東児童公園
- 曹洞宗長安寺

二丁目
- 小作田稲荷神社
- 花蔵院 - 小作田稲荷神社の別当寺
- 八潮市消防団 第1分団第5部
- 小作田児童公園

三丁目
- 松之木公園
  - 松之木稲荷神社
- 八潮市立松之木小学校
- 松之木公民館 - 宝幢寺墓地の敷地内に所在
- 立正寺

四丁目
- 八潮市立八幡中学校
- 上小児童公園

五丁目
- 八潮柳之宮郵便局
- 県営緑町団地
- 後谷東児童公園
- 青木信用金庫八潮支店